# Association des universités du Commonwealth
Pour les articles homonymes, voir ACU.
L'Association des universités du Commonwealth  (en anglais Association of Commonwealth Universities, ACU) est un réseau universitaire international.

## Historique
En 1913 à l'initiative de l'université de Londres, est créé le Bureau des universités de l’Empire britannique, qui prendra plus tard à partir de 1948, le nom d'Association des universités du Commonwealth britannique. En 1963, l'association prend le nom d'Association des universités du Commonwealth, connu sous son sigle anglais ACU. Il s'agit du plus ancien réseau universitaire international.

## Mission
L'association vise à établir des liens entre les universités du Commonwealth, par l'octroi de bourses d'études par exemple.

## Membres
L'ACU regroupe plus de 535 institutions membres réparties dans 37 pays du Commonwealth.